# The Nigger of the 'Narcissus'
The Nigger of the 'Narcissus'  é uma novela lançada por Joseph Conrad em 1897. Devido a sua qualidade superior comparada com primeiras publicações, críticos a classificam como iniciadora do período intermediário (e mais importante) da carreira literária de Conrad.  Outros a consideram simplesmente como o melhor trabalho de seu período inicial de produção.
O prefacio que Conrad escreveu à novela, considerado um manifesto do impressionismo literário, é tido como uma das peças de não ficção mais importantes do autor.
A novela é vista como uma alegoria sobre o isolamento e a solidariedade, com tripulação de um barco servindo como um microcosmos de um grupo social.  Conrad parece sugerir que as simpatias humanitárias são, no fundo, sentimentos egoístas e que uma sensibilidade exacerbada para o sofrimento pode ser prejudicial para administrar uma sociedade.
Nos Estados Unidos, a novela foi publicada inicialmente sob o título The Children of the Sea, sob insistência do publicador, Dodd, Mead and Company, acreditando-se que ninguém compraria ou leria um livro com a palavra "nigger", não por ser ofensiva, mas porque um livro a respeito de um homem negro supostamente não venderia.